# Дим і дзеркала
Дим і дзеркала: Коротка проза та ілюзії (англ. Smoke and Mirrors: Short Fictions and Illusions) — збірка оповідань та поезії Ніла Геймана 1998 року. Левова частка оповідань та віршів, що увійшли до збірки, вже друкувалися на сторінках інших збірок, антологій та журналів. Видання, зокрема, містить десять оповідань та віршів з попередньої Гейманової збірки — «Ангели та відвідування».

## Зміст
- «Гадання на нутрощах» (англ. Reading the Entrails, 1997) — вірш-рондель
- «Весільний подарунок» (англ. The Wedding Present, 1998) — оповідання
- «Лицарство» (англ. Chivalry, 1992) — оповідання
- «Ніколас був» (англ. Nicholas Was…, 1990) — мініоповідання
- «Ціна» (англ. The Price, 1997) — оповідання
- «Міст троля» (англ. Troll Bridge, 1993) — оповідання
- «Не питайте Джека» (англ. Don't Ask Jack, 1995) — мініоповідання
- «Ставок із золотими рибками та інші історії» (англ. The Goldfish Pool and Other Stories, 1996) — оповідання
- «З'їджений (Сцени з фільму)» (англ. Eaten (Scenes from a Moving picture), 1996) — вірш
- «Біла дорога» (англ. The White Road, 1995) — вірш
- «Королева ножів» (англ. Queen of Knives, 1994) — вірш
- «Факти по справі зникнення міс Фінч» (англ. The Facts in the Case of the Departure of Miss Finch) — оповідання
- «Зміни» (англ. Changes, 1998) — оповідання
- «Дочка сов» (англ. The Daughter of Owls, 1996) — мініоповідання
- «Особливе старе шогготське» (англ. Shoggoth's Old Peculiar, 1998) — оповідання
- «Вірус» (англ. Virus, 1990) — вірш
- «У пошуках дівчини» (англ. Looking for the Girl, 1985) — оповідання
- «Просто знову кінець світу»(англ. Only the End of the World Again, 1994) — оповідання
- «Неовульф» (англ. Bay Wolf) — вірш
- «П'ятнадцять розмальованих карт з колоди вампіра» (англ. Fifteen Painted Cards from a Vampire Tarot, 1998) — оповідання
- «Ми можемо придбати їх для вас оптом» (англ. We Can Get Them For You Wholesale, 1984) — оповідання
- «Раннє життя, приправлене раннім Муркоком»(англ. One Life, Furnished in Early Moorcock, 1994) — оповідання
- «Холодні кольори»(англ. Cold Colors,1990) — вірш
- «Підмітальник снів» (англ. The Sweeper of Dreams, 1996) — мініоповідання
- «Чужі частини»(англ. Foreign Parts, 1990) — оповідання
- «Сестина вампіра»(англ. Vampire Sestina, 1989) — вірш
- «Миша»(англ. Mouse, 1993) — оповідання
- «Море змінює»(англ. The Sea Change, 1995) — вірш
- «Як ти думаєш, що я відчуваю?» (англ. How Do You Think It Feels?, 1998) — оповідання
- «Як ми їздили дивитись кінець світу. Авторства Доуні Морнінгсайда, 11 років і три місяці»(англ. When We Went to See the End of the World by Dawnie Morningside, age 11¼, 1998) — оповідання
- «Вітер пустелі»(англ. Desert Wind, 1998) — вірш
- «Куштування»(англ. Tastings, 1998) — вірш
- «Наприкінці»(англ. In the End, 1996) — мініоповідання
- «Дитинчата»(англ. Babycakes, 1990) — мініоповідання
- «Таємниці вбивств»(англ. Murder Mysteries, 1992) — оповідання
- «Сніг, дзеркало, яблука»(англ. Snow, Glass, Apples, 1994) оповідання